# Liste des telenovelas d'Univision

Logo de Univision.

Cet article présente la liste des telenovelas d'Univision par année de 1990 à aujourd'hui.

## Années 1990
- Morelia
- María Celina
- La mujer de mi vida
- Enamorada

## Années 2000

### 2000
- La revancha

### 2001
- Secreto de amor

### 2002
- Gata salvaje
- Te amaré en silencio

### 2003
- Rebeca
- Ángel rebelde

### 2004
- Inocente de ti
- Soñar no cuesta nada

### 2005
- El amor no tiene precio
- Olvidarte jamás

### 2006
- Mi vida eres tú
- Las dos caras de Ana
- Acorralada

### 2007
- Bajo las riendas del amor
- Amor comprado

### 2008
- Valeria
- Alma indomable

### 2009
- Pecadora

## Années 2010

### 2010
- Sacrificio de mujer
- Eva Luna

### 2011
- Corazón apasionado

### 2012
- El talismán
- ¿Quién eres tú?
- Rosario

### 2013
- Los secretos de Lucía
- La Madame
- Cosita linda

### 2014
- La viuda negra
- Demente criminal
- Tiro de gracia
- El chivo
- Señorita Pólvora
- Voltea pa' que te enamores

### 2015
- La esquina del diablo
- Ruta 35
- El Dandy

### 2016
- Blue Demon

### 2017
- La Piloto
- Falsos falsificados
- Las Buchonas

### 2018
- Descontrol
- La bella y las bestias
- Amar a muerte

### Sources
- (es) Cet article est partiellement ou en totalité issu de l’article de Wikipédia en espagnol intitulé « Anexo:Telenovelas de Univision » (voir la liste des auteurs).